# Madlyn Rhue
Madlyn Rhue (* 3. Oktober 1935 in Washington, D.C.; † 16. Dezember 2003 in Woodland Hills, Los Angeles, Kalifornien; eigentlich: Madeline Roche) war eine US-amerikanische
Schauspielerin. 

## Leben
Madeline Roche wurde in Washington, D.C. geboren. Ihre Mutter war eine Geschäftsfrau und zog sie und ihre ältere Schwester alleine groß. Nach einigen Umzügen, unter anderem nach Baltimore, zog die Familie nach Los Angeles, wo Roche die Highschool abschloss und Theater am Los Angeles City College studierte. Sie wechselte später zu einem College in New York City, wo sie Schauspielerin wurde.
Ihre Karriere als Schauspielerin begann Madlyn Rhue mit einem Auftritt 1957 in der Fernsehserie Whirlybirds. Danach und bis zum Ende ihrer Tätigkeit im Filmgeschäft war sie vor allem in Gastrollen in den verschiedensten Fernsehserien zu sehen. Nur selten spielte sie in Kinoproduktionen mit, so etwa 1961 in dem Film 1000 Meilen bis Yokohama. Größere Rollen hatte sie in den Serien Bracken’s World, Executive Suite,  Fame – Der Weg zum Ruhm und Zeit der Sehnsucht.
Sie litt seit 1977 unter Multipler Sklerose, arbeitete jedoch weiter als Schauspielerin. Für ihren sich stetig verschlechternden Gesundheitszustand erfand sie Ausreden und hielt ihre Erkrankung bis Mitte der 1980er geheim. Nachdem sie allerdings für elf Monate nicht mehr verpflichtet wurde, bekam sie 1987 eine größere Rolle in Die glorreichen Zwei, wo sie eine Ballistikexpertin im Rollstuhl spielte. Anschließend machte sie ihre Erkrankung über eine Werbeanzeige in der Zeitschrift Variety öffentlich. Sie beteiligte sich außerdem, nach einigem Zögern, 1988 an einer Werbekampagne der National Multiple Sclerosis Society. Das Poster, das sie im Rollstuhl zeigt, ist mit dem Catchphrase „Even with MS, Madlyn Rhue Is On a Roll“ überschrieben.
Ihren letzten Auftritt hatte sie 1996 in einer Episode der Fernsehserie Mord ist ihr Hobby. 1998 zog sie in ein Seniorenheim des „Motion Picture and Television Fund“ in Woodland Hills, wo sie 2003 an den Folgen einer Lungenentzündung verstarb.
Von 1962 bis 1970 war sie mit dem Schauspieler Tony Young verheiratet. Die Ehe blieb kinderlos.

## Filmografie (Auswahl)

### Fernsehserien
- 1958: Whirlybirds (eine Folge)
- 1958: The Court of Last Resort (eine Folge)
- 1959: Cheyenne (Ellen Lassiter in Prisoner of Moon Mesa, eine Folge)
- 1959: Special Agent 7 (eine Folge)
- 1958/1959: Have Gun – Will Travel (zwei Folgen)
- 1959: The Third Man (eine Folge)
- 1959: Black Saddle (eine Folge)
- 1959: Dezernat M (M Squad, eine Folge)
- 1959: Rauchende Colts (Gunsmoke, eine Folge)
- 1959: Am Fuß der blauen Berge (Laramie, eine Folge)
- 1959–1960: New Orleans, Bourbon Street (Bourbon Street Beat, zwei Folgen)
- 1960: Perry Mason (eine Folge)
- 1960: Im letzten Augenblick (The Troubleshooters, eine Folge)
- 1960: Outlaws (eine Folge)
- 1960: Bonanza (eine Folge)
- 1960: Chicago 1930 (The Untouchables, zwei Folgen)
- 1960: General Electric Theater (eine Folge)
- 1960: Pony Express (Ellen Fairchild in The Last Mile, eine Folge)
- 1960: Sugarfoot (Nora Sutton in A Noose for Nora, eine Folge)
- 1960: Checkmate (Irene Thorne in Target: Tycoon, eine Folge)
- 1960: Gold in Alaska (Fay Loomis in Disaster at Gold Hill, eine Folge)
- 1961: Adventures in Paradise (eine Folge)
- 1963: Alfred Hitchcock zeigt (The Alfred Hitchcock Hour, eine Folge)
- 1963: Tausend Meilen Staub (Rawhide, eine Folge)
- 1963/1971: Die Leute von der Shiloh Ranch (The Virginian, zwei Folgen)
- 1964/1966: Auf der Flucht (The Fugitive, zwei Folgen)
- 1964/1967: Solo für O.N.K.E.L. (The Man from U.N.C.L.E., zwei Folgen)
- 1965: Tennisschläger und Kanonen (I Spy, eine Folge)
- 1965: Der Mann ohne Namen (A Man Called Shenandoah, eine Folge)
- 1965: Daniel Boone (Ester Moncour in The Hostages, eine Folge)
- 1965: Preston & Preston (The Defenders, eine Folge)
- 1967: Raumschiff Enterprise (Star Trek, Lt. Marla McGivers in Folge 1.22 Der schlafende Tiger [Space Seed])
- 1967: Verrückter wilder Westen (The Wild Wild West, eine Folge)
- 1967–1974: Der Chef (Ironside, vier Folgen)
- 1969–1970: Bracken’s World (15 Folgen)
- 1969–1975: Mannix (drei Folgen)
- 1970/1973: Hawaii Fünf-Null (Hawaii Five-O, zwei Folgen)
- 1972: Kobra, übernehmen Sie (Mission: Impossible, eine Folge)
- 1973: Barnaby Jones (eine Folge)
- 1974/1976: Cannon (zwei Folgen)
- 1975/1977: Die Zwei mit dem Dreh (Switch, zwei Folgen)
- 1976: Starsky & Hutch (Belinda Williams in Losing Streak, eine Folge)
- 1976–1977: Executive Suite (18 Folgen)
- 1979: Drei Engel für Charlie (Charlie’s Angels, Georgia in Angels on the Street, eine Folge)
- 1979: Hart aber herzlich (Hart to Hart, Charlotte in Max in Flammen, Folge 1x08)
- 1982: Fantasy Island (Lillie Langtry in Legends/The Perfect Gentleman, eine Folge)
- 1982–1984: Zeit der Sehnsucht (Days of Our Lives)
- 1982–1985: Fame – Der Weg zum Ruhm (Fame, acht Folgen)
- 1983: CHiPs (CHiPs Patrol, drei Folgen)
- 1987: Die glorreichen Zwei (Houston Knights, eine Folge)
- 1989–1996: Mord ist ihr Hobby (Murder, She Wrote, fünf Folgen)

### Fernsehfilme
- 1967: Ein Fremder auf der Flucht (Stranger on the Run)
- 1972: Der Mann im schwarzen Fadenkreuz (The Manhunter)
- 1973: Poor Devil
- 1974: The Sex Symbol
- 1975: Tödliche Diagnose (Medical Story)
- 1979: The Best Place to Be
- 1991: Die Rache einer Mutter (A Mother’s Justice)

### Filme
- 1958: The Kiss
- 1959: Die Madonna mit den zwei Gesichtern (The Miracle)
- 1959: Unternehmen Petticoat (Operation Petticoat)
- 1961: Zu heiß gebadet (The Ladies Man)
- 1961: 1000 Meilen bis Yokohama (A Majority of One)
- 1962: Flucht aus Zahrain (Escape from Zahrain)
- 1963: Eine total, total verrückte Welt (It’s a Mad Mad Mad Mad World)
- 1972: Jede Stimme zählt (Stand Up and Be Counted)